# Strychnos curtisii
Strychnos curtisii är en tvåhjärtbladig växtart som beskrevs av George King och Gamble. Strychnos curtisii ingår i släktet Strychnos och familjen Loganiaceae. Inga underarter finns listade i Catalogue of Life.